# Црна труба
Црна труба је предстојећи црногорски играни филм из 2025 године у режији Бојана Стијовића и по сценарију Стефана Бошковића.

## Радња
Након 10 година живота проведених у иностранству, познати писац Максим Граховац се враћа у своје родно место, црногорско село Грахово, са намером да посети брата и договоре се око имања које им је остало у наследство. Максим и Нико нису били у контакту веома дуго и њихов однос је временом постао крајње дистанциран и хладан. На путу за Грахово, Максим случајно удара човека аутом.
Уплашен и у стању шока, Максим бежи с места несреће. Суочен са чињеницом да сам не може да реши проблем у ком се нашао, Максим се поверава Нику и тражи од њега помоћ да заједно пођу на место несреће и сазнају шта се десило.
Информација да је познати писац стигао у село, код сељана изазива еуфорију и они припремају велики дочек у његову част. Док се у селу припрема славље, два брата покушавају да расветле злочин чиме уједно отварају Пандорину кутију потиснутих осећања међу њима који утичу на исход њиховог плана...

## Улоге
| Глумац            | Улога |
| ----------------- | ----- |
| Момчило Оташевић  |       |
| Марко Јанкетић    |       |
| Милица Јаневски   |       |
| Срђан Граховац    |       |
| Горана Драгашевић |       |
| Ратка Мугоша      |       |
| Страхиња Бубања   |       |
| Горан Крачковић   |       |
| Стеван Вулетић    |       |